# دار شیوخ
دار شیوخ (به عربی: دار الشیوخ) یک شهرداری در الجزایر است که در استان جلفه واقع شده‌است. دار شیوخ ۲۴٬۸۷۰ نفر جمعیت دارد.